# Parc aquatique Serena
Le parc aquatique Serena (finnois : Vesipuisto Serena) est un parc aquatique situé dans le quartier de Lahnus à Espoo, en Finlande. 

## Le parc
Serena est le plus grand parc aquatique couvert des pays nordiques et c'est également l'une des destinations de voyage les plus populaires du sud de la Finlande, avec plus de 200 000 visiteurs chaque année,,,.
Le parc aquatique comprend une variété de toboggans aquatiques, de patios et de bains à remous, des bassins pour enfants et des rapides éclaboussants. 
Le centre de ski Serena est ouvert en hiver.
Il y a six chalets à louer toute l'année,.

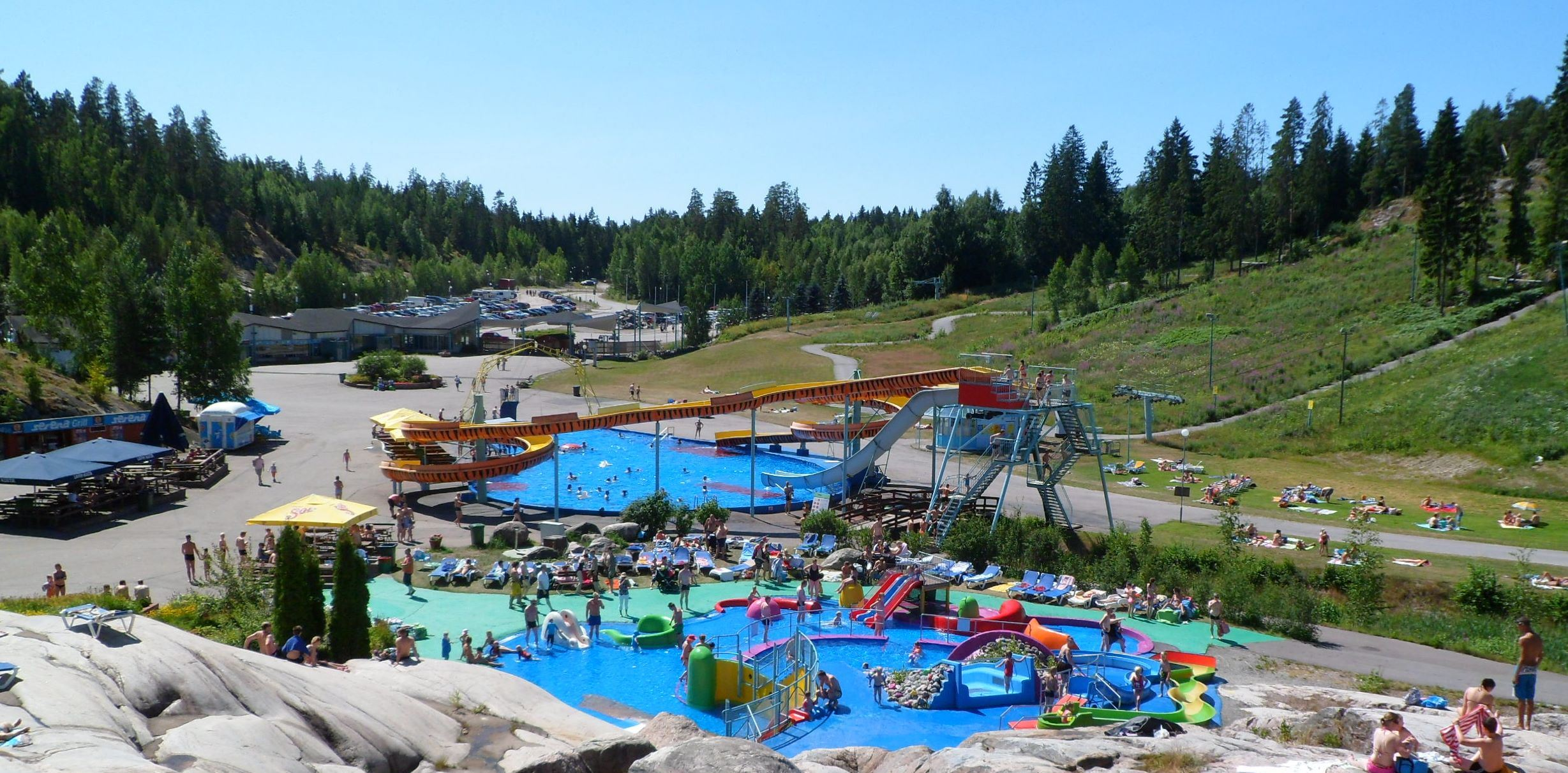
Vue extérieure du parc.

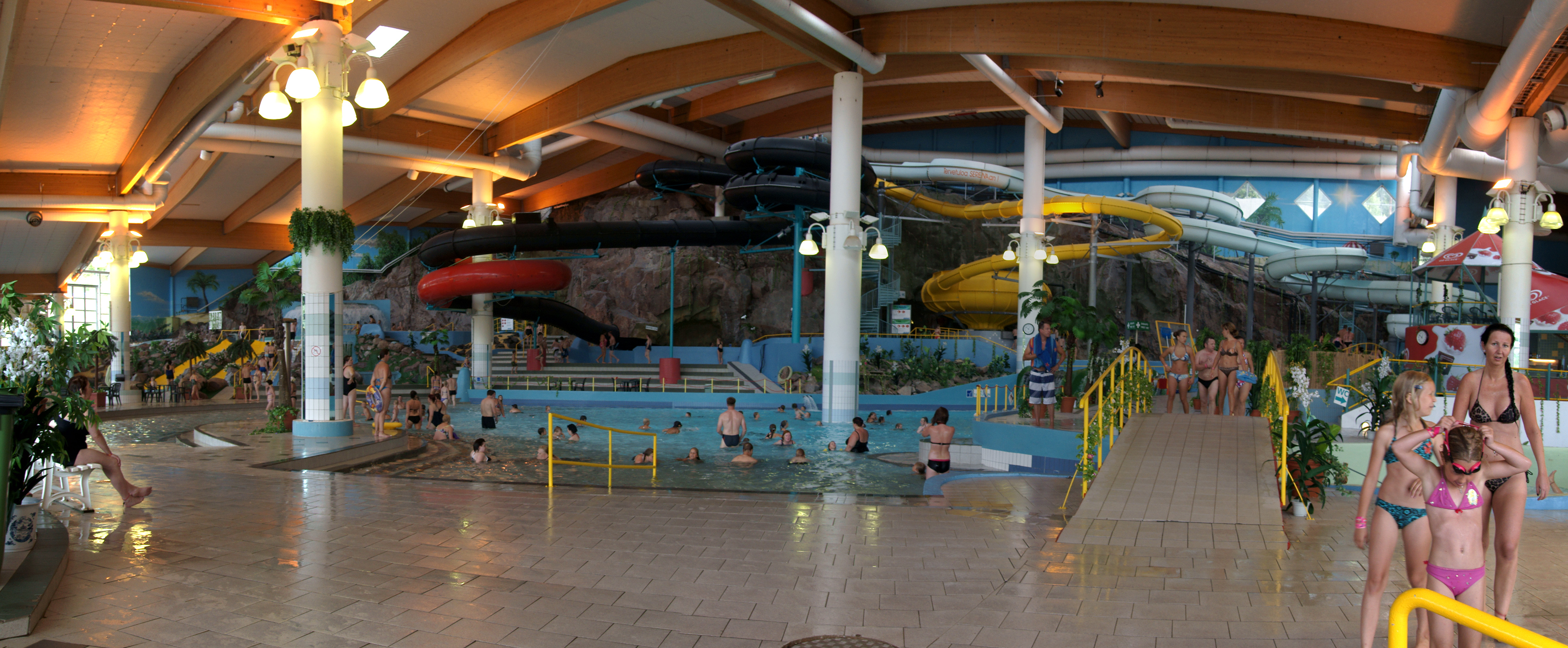
Vue intérieure du parc.

## Histoire
Le parc a ouvert en 1989 après d'importants travaux d'excavation et de construction,. 
Avec la crise économique du début des années 1990 en Finlande (en), le propriétaire d'origine du parc aquatique, Serenaland Oy, a fait faillite et le domaine a été acquis par Puuhamaa de Tervakoski en 1992.
Le propriétaire actuel est Aspro Parks qui l'a acheté à Puuharymma Oyj en mars 2007,,,,.

## Accès
Le parc aquatique Serena est situé le long de la seututie 120 (Vihdintie), entre Helsinki et Vihti. 
Il est desservi par les bus 236, depuis la gare de Leppävaara.
| Lignes        | Parcours                                                              |
| ------------- | --------------------------------------------------------------------- |
| 236/236B/236V | Leppävaara – Viherlaakso – Kalajärvi – Lahnus (parc aquatique Serena) |